# WR 102
WR 102 – gwiazda Wolfa-Rayeta w gwiazdozbiorze Strzelca, niezwykle rzadka gwiazda o typie widmowym WO. Jest jasną i bardzo gorącą gwiazdą, wysoko rozwiniętą i bliską eksplozji jako supernowa.

## Odkrycie
O gwieździe WR 102 po raz pierwszy wspomniano w kontekście możliwego optycznego odpowiednika szczególnego źródła promieniowania rentgenowskiego GX 3+1. Jednak okazało się, że jest to osobny obiekt, a w 1971 roku został wyróżniony jako jasna gwiazda o nietypowych liniach emisji O VI w swoim spektrum. Została sklasyfikowana jako gwiazda o typie widmowym WC; swoją unikalność zawdzięcza silnie zjonizowanym liniom emisji (nie jest ona centralną gwiazdą mgławicy planetarnej). U WR 102 zaobserwowano wahania jasności; obiekt otrzymał oznaczenie V3893 Sagittarii na 62. liście nazw gwiazd zmiennych.
Słaba mgławica została odkryta wokół WR 102 w 1981 roku. W 1982 roku pięć jasnych gwiazd o wysoko zjonizowanych liniach emisji tlenu, w tym WR 102, zostało użytych do zdefiniowania klasy WO gwiazd Wolfa-Rayeta. Zostały one zidentyfikowane jako wysoko rozwinięte masywne gwiazdy.

## Właściwości

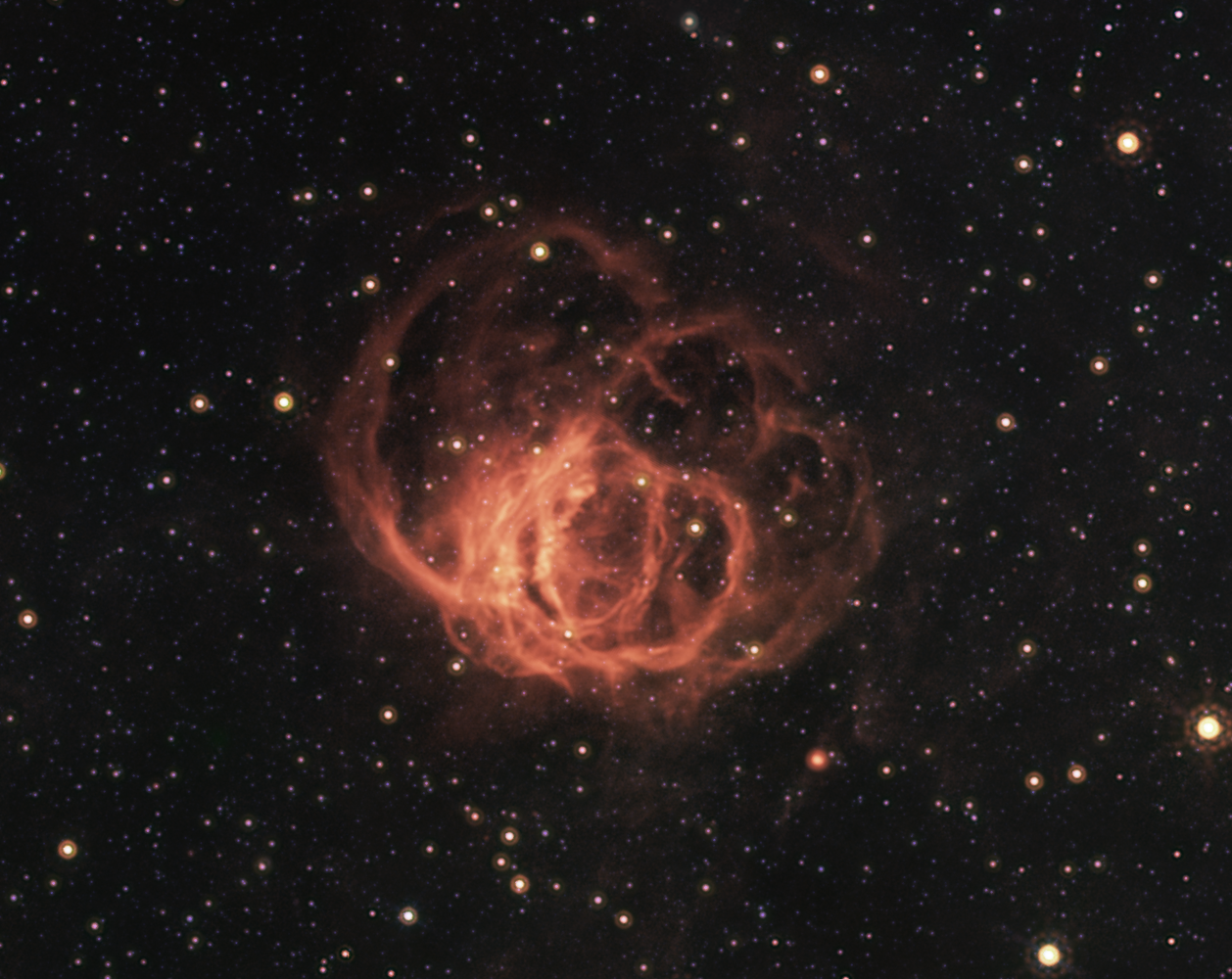
Obraz mgławicy w podczerwieni wokół WR 102 (WISE)

WR 102, o klasyfikacji widmowej WO2, jest jedną z niewielu znanych gwiazd Wolfa-Rayeta o sekwencji tlenowej; w Drodze Mlecznej odkryto zaledwie cztery takie obiekty, a w pozostałych galaktykach odkryto ich pięć. Jest również najgorętszą znaną gwiazdą, o temperaturze powierzchni 210 000 K. Poprzez komputerowe modelowanie atmosfery oszacowano jej jasność na około 282 000 jasności Słońca, zaś obliczenia jasności i odległości dają wynik rzędu 380 000 jasności Słońca przy odległości 2900± 200 parseków. Jest to bardzo mała, gęsta gwiazda o promieniu około 0,58 promienia Słońca i masie 16,7 mas Słońca.  
Bardzo silne wiatry z graniczną prędkością rzędu 5000 km/s sprawiają, że WR 102 traci ok. 10^-5 masy Słońca każdego roku. Dla porównania Słońce traci (2-3)*10-14 mas Słońca rocznie z powodu wiatru słonecznego, kilkaset milionów razy mniej niż WR 102. Wiatry te i silne promieniowanie ultrafioletowe z gorącej gwiazdy skompresowały i zjonizowały otaczający materiał międzygwiezdny w złożoną serię łuków opisanych jako bąbelkowa mgławica Wolfa-Rayeta.

## Status ewolucyjny
Gwiazdy WO są ostatnim etapem ewolucji najbardziej masywnych gwiazd przed eksplozją jako supernowe. Jest bardzo prawdopodobne, że WR 102 jest na ostatnim etapie syntezy jądrowej, blisko zakończenia fazy spalania helu (lub też na dalszym etapie). 
Obliczono, że WR 102 wybuchnie jako supernowa w ciągu 1500 lat. Wysoka masa i szybki obrót umożliwiłyby wystąpienie rozbłysku gamma (GRB), ale nie jest jasne, czy WR 102 szybko się obraca.  Wcześniej sądzono, że przewidywana prędkość obrotowa wiatru gwiazdowego może wynosić nawet 1000 km/s, ale obserwacje spektropolarne wydają się wskazywać, że jeżeli WR 102 obraca się, to prędkość jej obrotu jest znacznie niższa.